# 清岸寺
清岸寺（せいがんじ）は、東京都渋谷区幡ヶ谷二丁目36番1号にある、浄土宗の寺院。山号は法界山（ほうかいざん）。

## 概要
法界山清岸寺は、『新編武蔵国風土記稿』によれば、1624年（寛永元年）石州津和野の専蓮社覚誉呑了（1647年（正保4年）12月15日寂）という僧によって創建された。清岸寺（龍池山不断院）は、もと参宮橋南側の代々木山谷（現乗馬倶楽部）にあり、そのころは宝地山と称していた。1908年（明治41年）に、敷地が陸軍省に買い上げられ代々木練兵場になることになり、現在地の住僧なく荒廃した法界寺の跡に移転し、山号を法界山と改めた。
門前ののぼり坂の左側に石仏が3基、如意輪観音（にょいりんかんのん）、地蔵、笠付型庚申塔の順に並んでおり、庚申塔には畑ヶ谷（現幡ヶ谷の元の地名）村の文字が見える。また、門前を通る現在の中野通りは鎌倉古道であったといわれている。

## 沿革
- 1624年（寛永元年） - 石州言津和野の専蓮社覚誉呑了によって建立された。
- 1909年（明治42年） - 住僧なく現在地にあった法界寺に、清岸寺を合併。
- 1949年（昭和24年） - 千葉県岩井町の今村氏の住まいを譲り受けた。
- 1951年（昭和26年） - 今井氏から譲り受けた住まいを、現在地に移築し本堂兼庫裡に修造した。
- 1970年（昭和45年） - 本堂の屋根の葺き替えや部屋の拡張等大掛かりな修造をした。

## 伽藍

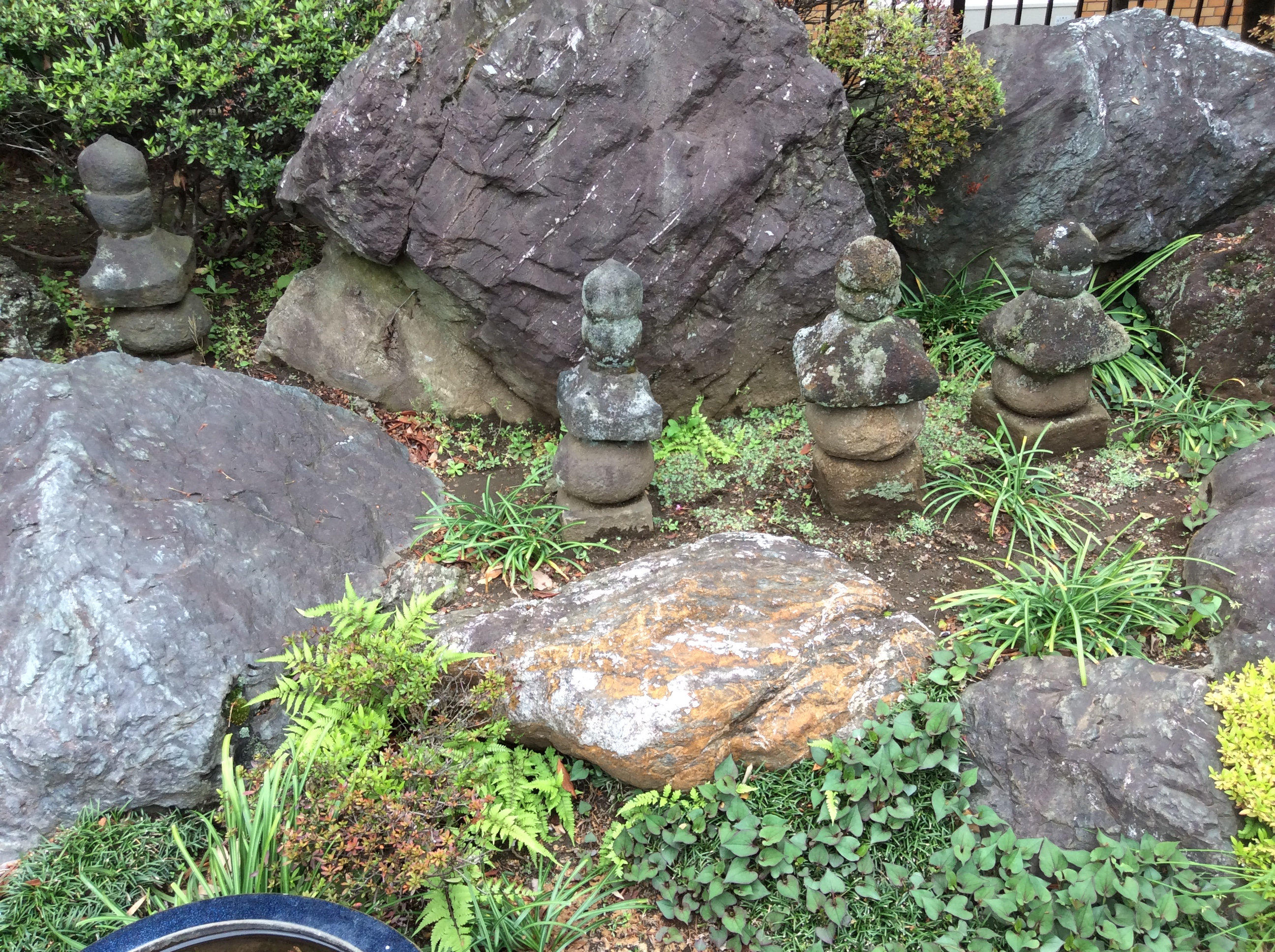
区登録有形文化財の五輪塔(2015年4月21日撮影)

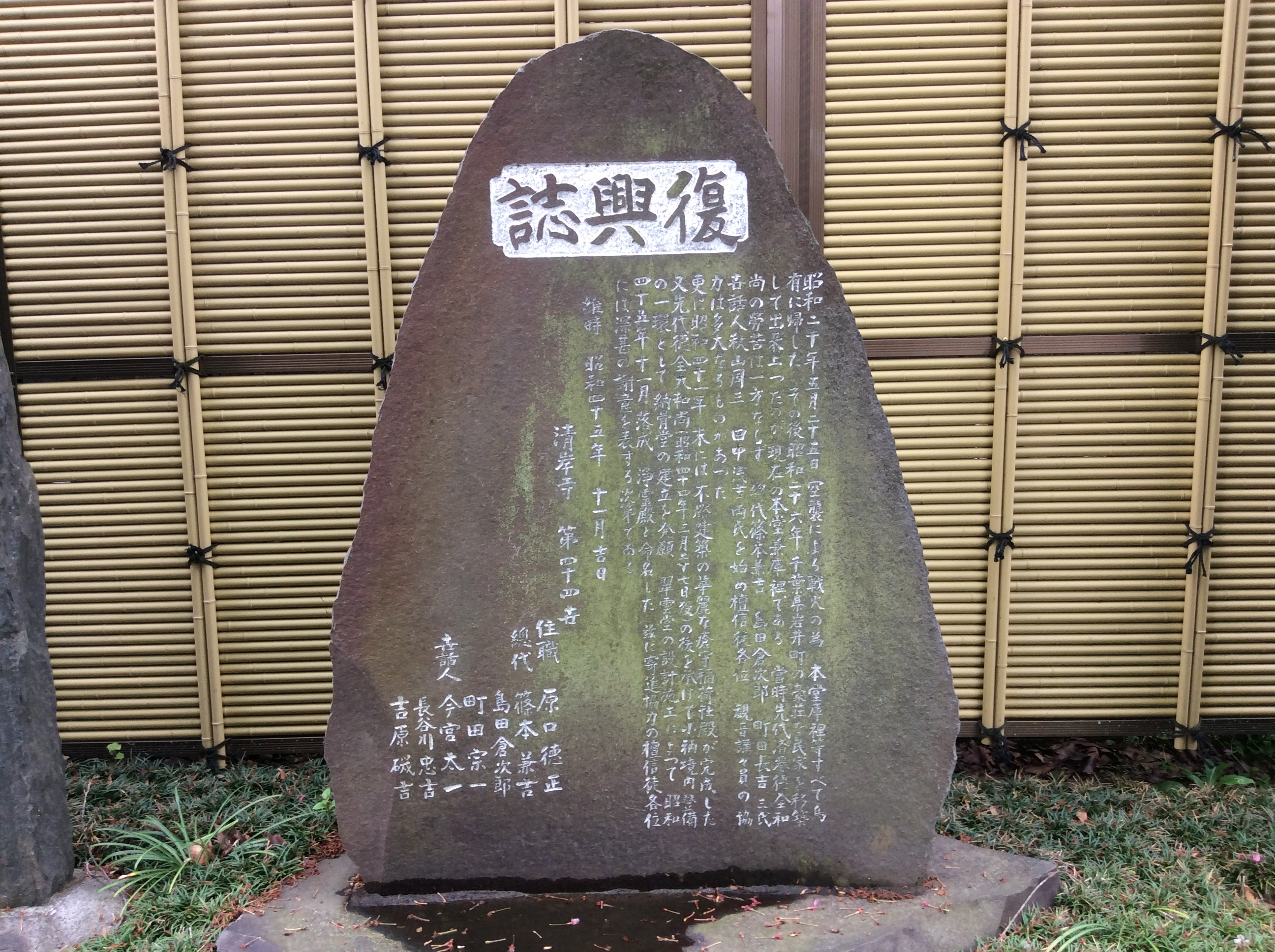
空襲の戦火からの復興誌(2015年4月21日撮影)

本堂 - 区指定有形文化財、2012年（平成24年）11月22日指定
1899年（明治32年）頃、千葉県岩井町市部（現南房総市）の今村正次が建てたもので、通称岩井御殿と呼ばれていた。1945年（昭和20年）5月の空襲により本堂を焼失した清岸寺は、1949年（昭和24年）に岩井御殿を譲り受け、1951年（昭和26年）に移築した。
五輪塔 - 区登録有形文化財、2010年（平成22年）10月7日登録
4基の五輪塔は、平安時代末から見られる墓石などで、古いものとしては平泉中尊寺に1169年（仁安4年）の銘のある五輪塔が確認されている。
復興誌碑
1945年（昭和20年）5月25日、空襲による戦火の為、本堂庫裡等すべて鳥有に帰した。その後、1951年（昭和26年）、千葉県岩井町の豪壮な民家を移築して出来上がったのが現在の本堂兼庫裡である。
水上忠蔵先生追慕碑
追慕碑は、幡代小学校の前親身である白水分校の教員で、幡代小学校の開校と同時に教員として迎えられた水上忠蔵先生の教え子が、1912年（明治45年）4月7日に建立した。教え子たちが建てたこの様な碑を筆子塚（ふでこづか）ともいう。
板碑・念仏供養塔・庚申塔
本堂の左手に建立された幡ヶ谷聖観音に向かって右手にある板碑は、室町時代の1397年（応永4年）8月28日の造立で、上部の二条線の下に「阿弥陀如来」を現す梵字が彫り込まれている。板碑は墓塔ではなく一種の卒塔婆で、材質は秩父産縁泥片岩と呼ばれる緑がかった石を使っている。

## 歴代略譜
- 四十一世 型誉静憲（けいよじょうけん）
- 四十二世 定誉常順代（じょうよじょうじゅんだい）
- 四十三世 済誉徳全
- 四十四世 順誉徳正
- 四十五世 仁誉正弘

## 年中行事
- 1月 - 修正会、念頭に際して社会の平安、仏法興隆、檀信徒の幸福を祈願する。御忌会（ぎょきえ）、宗祖法然上人のご命日。一枚起請文を拝読する。
- 2月 - 涅槃会、お釈迦さま入滅の日。涅槃図をおかけして偲ぶ。
- 4月 - 釈尊降誕会（花まつり）、お釈迦さまのお誕生日。施餓鬼会（せがきえ）。
- 7月 - 新盆回向、1年間に亡くなられた方々の御霊を回向する。盂蘭盆会。
- 9月 - 秋季彼岸会、秋分の日は太陽が真西に沈むため、西方浄土に想いを馳せて、自らを省みる。
- 10月 - お十夜（じゅうや）、十日十夜不断念仏を称えてお別時（べつじ）をする法要。
- 12月 - 浄焚供養（お焚き上げ）、仏・神に関わる不要のものをお焚き上げする[5]。

## 交通アクセス
- 京王線、京王新線 - 笹塚駅より徒歩約5分。
- 京王バス - 笹塚中学より徒歩直ぐ。

## ギャラリー
- 西側の中野通りから参道を見る(2015年4月撮影)
- 左側の会館を通り過ぎ進む(2015年4月撮影)
- 正面の本堂と右側の位牌堂(2015年4月撮影)
- 六角形の納骨堂の浄霊殿(2015年4月撮影)
- 本堂左側の幡ヶ谷聖観音(2015年4月撮影)
- 本堂の右側の酒呑地蔵(2015年4月撮影)
- 参道右側の稲荷大明神(2015年4月撮影)
- 開山歴代上人之墓(2015年4月撮影)
- 酒呑地蔵前にある地蔵(2015年4月撮影)
- 念仏供養塔と庚申塔(2015年4月撮影)
- 六地蔵と背後の地蔵尊(2015年4月撮影)
- 右側が水上忠蔵先生追慕碑(2015年4月撮影)